# Singapurische Badmintonmeisterschaft 2022/23
Die Singapurische Badmintonmeisterschaft 2022/23 fand vom 4.  bis zum 10. Februar 2023 statt.

## Medaillengewinner
| Disziplin    | Gold                       | Silber                           | Bronze                                |
| ------------ | -------------------------- | -------------------------------- | ------------------------------------- |
| Herreneinzel | Vega Vio Nirwanda          | Lim Ming Hong                    | Chen Yongzhao Ashton                  |
| Herreneinzel | Vega Vio Nirwanda          | Lim Ming Hong                    | Marcus Phil Lau Jun Hui               |
| Dameneinzel  | Nur Insyirah Khan          | Megan Lee Xinyi                  | Lim Ming Hui                          |
| Dameneinzel  | Nur Insyirah Khan          | Megan Lee Xinyi                  | Grace Chua                            |
| Herrendoppel | Johann Prajogo Nge Joo Jie | Nge Joo Jin Nicholas Kat Zi Shun | Ding Hanjin Vincent Ma Wenxi          |
| Herrendoppel | Johann Prajogo Nge Joo Jie | Nge Joo Jin Nicholas Kat Zi Shun | Albert Saputra Jason Wong Guang Liang |
| Damendoppel  | Grace Chua Megan Lee Xinyi | Liang Yun Lim Ming Hui           | Li Zhenghong Li Zhengyan              |
| Damendoppel  | Grace Chua Megan Lee Xinyi | Liang Yun Lim Ming Hui           | Elsa Lai Yi Ting Heng Xiao En         |
| Mixed        | Bimo Adi Prakoso Liang Yun | Lai Zing Neng Mok Jing Qiong     | Lee Zhi Yuan Teoh Ci Sin              |
| Mixed        | Bimo Adi Prakoso Liang Yun | Lai Zing Neng Mok Jing Qiong     | Johann Prajogo Elsa Lai Yi Ting       |